# ガズィアンテプ県
ガズィアンテプ県（ガズィアンテプけん、トルコ語: Gaziantep ili、クルド語: Parêzgeha Entabê）またはガズィアンテップ県は、トルコ南部南東アナトリア地方の県。ガズィアンテプ大都市自治体とは同一の範囲であり、中心部におよそ85万人が住んでいる。東部にシャルンウルファ、北部にアディヤマン、西部にカフラマンマラシュ、オスマニエ、西南にハタイ、南にキリスとシリアに接している。
古代、重要な貿易施設があり、この県はトルコの主要な製造業地帯であった。また、農業ではピスタチオが有名である。

## 歴史
古代、初期にヒッタイトに支配され、後期にはアッシリアに支配された。1183年には十字軍の進軍があり、この地でサラディンが勝ち、この勝利が鍵となった。第一次世界大戦終結後、オスマン帝国は崩壊。この後のトルコ独立戦争の混乱はフランスの軍事介入を招き、この地はフランス領として扱われることになる。この後ガズィアンテプの支配権がトルコに戻るのはローザンヌ条約調印後であり、この条約がトルコと連盟国の戦争を正式に終結させた。
ガズィアンテプ市はもともと、アンテップとして知られた町であり、トルコ語で「ベテラン」「戦士」を意味するガズィ（gazi）はトルコ独立戦争の際の住民の勇敢さにちなんで1921年に付けられたものである。
1987年にカズィアンテプ市は大都市自治体に指定された。1994年にこの県から分割してキリス県ができたが、ガズィアンテプの一部として扱われることも多い。
2004年の大都市自治体指定範囲拡大により、カズィアンテプ大都市自治体は知事室の周囲半径30kmまでに拡大し、範囲内にある自治体は全てカズィアンテプ市の区となった。2012年の行政区画改編により、ガズィアンテプ大都市自治体はガズィアンテプ県と同一の範囲になっている。

## 地理
死海トランスフォームと東アナトリア断層が此処ガズィアンテプとアダナでぶつかっている。これらは東部で北向きに動くアラビアプレートとアフリカ、ユーラシアプレートの境界面であることを表している。
2023年2月6日午前4時17分(TRT)にはカフラマンマラシュ県との境界近くでM7.8、その後13時24分にはエルビスタンでM7.5 - 7.6の大地震が発生している。

## 政治
ガズィアンテプ県は伝統的にトルコの政治的傾向が最も早く現われるといわれており、1984年の祖国党、1989年の正道党、1994年の福祉党、2004年の公正発展党などが地方選挙で上昇傾向を掴むと、その後各党が総選挙でも活躍する傾向にある。例外として1999年、ガズィアンテプ市市長であったCelal Doğanの成功イメージによって共和人民党は県総会で17.02%の得票を得たが、この年はトルコ人意識の高まりによって右派MHPが表を伸ばした。民主人民党はクルド人意識の議論運動を展開しており、1999年には最大5%まで支持率を伸ばしたものの、この後徐々に低下傾向にあり、社会民主人民党に票を奪われ2004年には1.81%に戻っている。有権者の傾向を見ると、クルド人も選挙に興味を表しているように見え、この県の民族構造に関係する分類を差し出しているが、ガズィアンテプ県の構造に当てはまってはいないようである。これがトルコ全体にいるクルド人が注視される理由である。2004年の県総会選挙では、公正発展党が55.11%であり共和人民党が21.57%であり、その他が6%となっている。
この地区での選挙は重要だとしてトルコ首相レジェップ・タイイップ・エルドアンはかなりの動員をかけている。現在の大都市自治体の市長（公選）は女性のファトマ・シャヒンであり、県知事はダヴット・ギュルである。

## 下位自治体
- アラバン（Araban）
- イスラヒイェ（İslahiye）
- カルカムシュ（Karkamış）
- ニズィプ（Nizip）
- ヌルダウ（Nurdağı）
- オウゼリ（Oğuzeli）
- シャヒンベイ（Şahinbey）
- シェヒトカミル（Şehitkamil）
- ヤヴセリ（Yavuzeli）